# Churn
Churn, utgivet 1994, är musikgruppen Seven Mary Threes debutalbum.

## Låtförteckning
1. "Cumbersome" – 6:03
2. "Water's Edge" – 5:13
3. "Devil Boy" – 5:16
4. "Roderigo" – 5:19
5. "Lame" – 5:03
6. "Kater" – 5:59
7. "Margarette" – 5:01
8. "Anything" – 5:11
9. "Punch In Punch Out" – 2:12
10. "Favorite Dog" – 5:27